# Сырьева, Олеся Константиновна
Оле́ся Константи́новна Сы́рьева (род. 25 ноября 1983, Новосибирск) — российская легкоатлетка, специалистка по бегу на средние и длинные дистанции. Выступала за сборную России по лёгкой атлетике в середине 2000-х — начале 2010-х годов, чемпионка Универсиады в Измире, победительница и призёрка первенств национального значения, участница ряда крупных международных стартов. Представляла Омскую область. Мастер спорта России международного класса.

## Биография
Олеся Сырьева родилась 25 ноября 1983 года в Новосибирске. Впоследствии постоянно проживала в Омске.
Серьёзно занялась бегом в 1998 году, проходила подготовку под руководством тренера Е. Ю. Меркель.
Впервые заявила о себе в лёгкой атлетике на международной арене в сезоне 2002 года, когда вошла в состав российской национальной сборной и побывала на юниорском мировом первенстве в Кингстоне, откуда привезла две бронзовые награды, выигранные в беге на 1500 и 3000 метров.
В 2005 году в дисциплине 1500 метров стала серебряной призёркой на молодёжном европейском первенстве в Эрфурте и одержала победу на Универсиаде в Измире.
На зимнем чемпионате России 2006 года в Москве выиграла серебряную медаль в беге на 3000 метров, после чего в той же дисциплине стала пятой на чемпионате мира в помещении в Москве. Также заняла 23-е место в забеге на 4 км на чемпионате мира по кроссу в Фукуоке, финишировала второй на Кубке Европы в Малаге, стала второй на Новосибирском полумарафоне, заняла 21-е место на чемпионате мира по полумарафону в Дебрецене. Отметилась победой на Тарском полумарафоне.
В 2008 году победила на чемпионате России по полумарафону в Новосибирске, принимала участие в чемпионате мира по полумарафону в Рио-де-Жанейро, где в личном зачёте стала восемнадцатой.
На зимнем чемпионате России 2009 года в Москве взяла бронзу в беге на 3000 метров.
В 2010 году выиграла забег на 10 км в рамках Сибирского международного марафона, была лучшей на полумарафоне в Новосибирске.
В 2011 году с лучшим результатом сезона в мире (8:41,35) одержала победу в дисциплине 3000 метров на зимнем чемпионате России в Москве, после чего защищала честь страны на чемпионате Европы в помещении в Париже, где завоевала серебряную медаль. Помимо этого, получила бронзу в беге на 1500 метров на летнем чемпионате России в Чебоксарах и дошла до стадии полуфиналов на чемпионате мира в Тэгу.
В 2012 году пробежала Нью-Йоркский полумарафон и Стамбульский марафон.
3 февраля 2013 года Всероссийская федерация лёгкой атлетики сообщила о дисквалификации бегуньи Олеси Сырьевой в связи с абнормальными показателями гематологического профиля её биологического паспорта. Решением Антидопинговой комиссии ВФЛА спортсменка была отстранена от выступлений в соревнованиях в течение 2 лет, а все её результаты, показанные после 3 марта 2011 года — аннулированы.
По окончании срока дисквалификации в 2015 году Сырьева возобновила спортивную карьеру и выступила на чемпионате России по полумарафону в Новосибирске, но финишировала здесь лишь седьмой.
В 2016 году за повторное нарушение антидопинговых правил была отстранена от участия в соревнованиях ещё на 8 лет вплоть до 2024 года.